# Alex Dunne
Alex Dunne (Offaly, 11 novembre 2005) è un pilota automobilistico irlandese, vincitore della Formula 4 britannica nel 2022.
Dal 2024 fa parte del McLaren Young Driver Programme.

## Carriera

### Kart e Formula 4
Dunne inizia a correre in kart all'età di otto anni ottenendo una serie di vittorie nelle competizioni locali. Fuori dalla Gran Bretagna ottiene come miglior risultato la vittoria nella WSK Champions Cup nel 2019.
Nel 2021 debutta in monoposto correndo in alcune gare della Formula 4 spagnola e Formula 4 ADAC dove ottiene tre podi. L'anno seguente si unisce al team Hitech Grand Prix, nel inverno prende parte Formula 4 Emirati Arabi Uniti ottenendo due vittorie. Sempre con il team britannico corre nella Formula 4 britannica dove domina vincendo undici gare. Pur avendo saltato l'ultimo round, si laurea campione davanti a Oliver Gray e Ugo Ugochukwu. 
Nello stesso anno prende parte alla Formula 4 italiana con il team US Racing. Nella serie italiana ottiene tre vittorie e diventa vice campione dietro Andrea Kimi Antonelli.

### GB3 e Formula 3

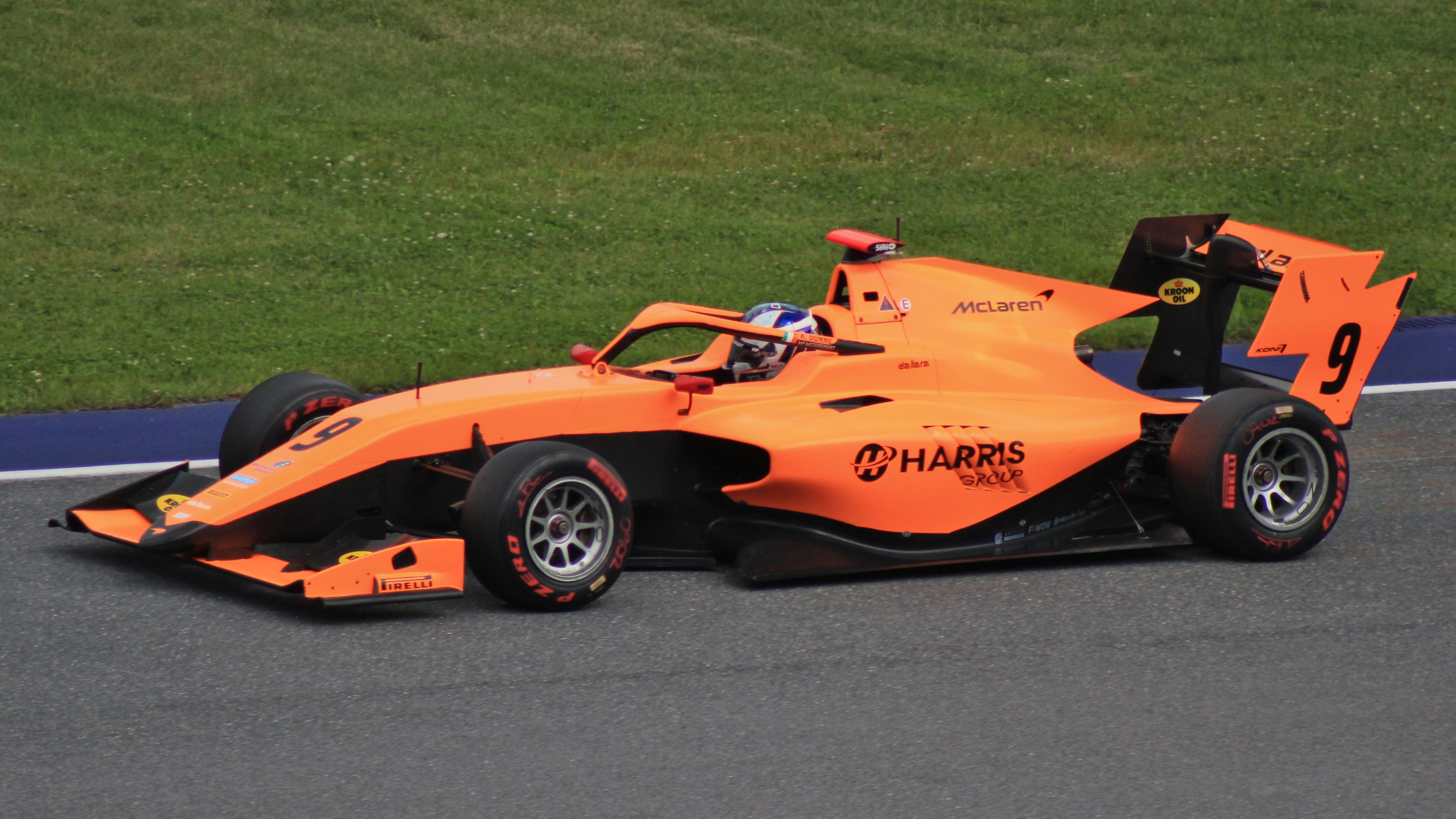
Dunne al Red Bull Ring nel 2024 con la Dallara del team MP Motorsport

Per la stagione 2023, Dunne continua con il team Hitech Pulse-Eight salendo nel Campionato GB3. Dopo un inizio complesso, durante il round di Spa-Francorchamps ottiene ben due vittorie risalendo in classifica. Nel resto della stagione il pilota irlandese ottiene altre tre vittorie, due a Zandvoort e una al Donington Park. Chiude la stagione al secondo posto dietro Callum Voisin. Nel inverno seguente prende parte al Gran Premio di Macao con il team britannico.
L'anno seguente entra nel Driver Programme del team di Formula 1, McLaren, inoltre passa alla Formula 3 guidando per il team MP Motorsport insieme a Kacper Sztuka e  Tim Tramnitz. Nella prima gara di Barcellona ottiene il suo primo podio nella classe arrivando secondo dietro lo spagnolo Mari Boya. Il secondo e ultimo podio in stagione lo ottiene a Monza arrivando terzo. Dunne chiude la stagione al quattordicesimo posto con cinquanta punti in classifica. Nel novembre dello stesso anno prende parte al Gran Premio di Macao con il team SJM Theodore Prema.

### Formula 2
Per la stagione 2025 Dunne passa alla Formula 2 correndo per il team Rodin Motorsport. Nella Feature Race di Sakhir ottiene la sua prima vittoria in F2 arrivando davanti a Luke Browning e Leonardo Fornaroli. Si ripete poi ad Imola, vincendo la Feature Race dove precede di nuovo Browning e Beganovic, affermandosi come leader del campionato.

### Formula E
Per la stagione 2024-2025 diventa pilota di riserva e di sviluppo del NEOM McLaren Formula E Team.

### Formula 1
Dal 2024 è membro del succitato McLaren Young Driver Programme, nel 2025 viene annunciato il suo esordio in F1,  prendendo il posto di Lando Norris nelle prime prove libere del Gran Premio d'Austria.  Nella sessione ottiene un sorprendente quarto posto, chiudendo a soli 0,224 secondi dal miglior tempo registrato da George Russell.

## Risultati

### Riassunto della carriera
| Stagione | Serie                               | Team                | Gare | Vittorie | Pole | GPV | Podi | Punti | Pos. |
| -------- | ----------------------------------- | ------------------- | ---- | -------- | ---- | --- | ---- | ----- | ---- |
| 2021     | Formula 4 spagnola                  | Pinnacle Motorsport | 9    | 0        | 1    | 0   | 1    | 30    | 16º  |
| 2021     | Formula 4 ADAC                      | US Racing           | 8    | 0        | 2    | 3   | 2    | 76    | 8º   |
| 2022     | Formula 4 britannica                | Hitech Grand Prix   | 27   | 11       | 11   | 11  | 17   | 412   | 1º   |
| 2022     | Formula 4 degli Emirati Arabi Uniti | Hitech Grand Prix   | 20   | 2        | 0    | 1   | 4    | 168   | 6º   |
| 2022     | Formula 4 italiana                  | US Racing           | 20   | 3        | 1    | 3   | 11   | 258   | 2º   |
| 2023     | GB3                                 | Hitech Pulse-Eight  | 23   | 5        | 1    | 8   | 7    | 466   | 2º   |
| 2023     | Gran Premio di Macao                | Hitech Pulse-Eight  | 1    | 0        | 0    | 0   | 0    | -     | Rit  |
| 2024     | Formula 3                           | MP Motorsport       | 20   | 0        | 0    | 0   | 2    | 50    | 14°  |

*Stagione in corso.

### Risultati in F4 britannica
(legenda) (Le gare in grassetto indicano la pole position) (Le gare in corsivo indicano Gpv)
| Stagione | Team              | 1   | 2   | 3   | 4   | 5   | 6   | 7   | 8   | 9   | 10  | 11  | 12  | 13  | 14  | 15  | 16  | 17  | 18  | 19  | 20  | 21  | 22  | 23  | 24  | 25  | 26  | 27  | 28   | 29   | 30   | Punti | Pos. |
| -------- | ----------------- | --- | --- | --- | --- | --- | --- | --- | --- | --- | --- | --- | --- | --- | --- | --- | --- | --- | --- | --- | --- | --- | --- | --- | --- | --- | --- | --- | ---- | ---- | ---- | ----- | ---- |
| 2022     | Hitech Grand Prix | DON | DON | DON | BHI | BHI | BHI | THR | THR | THR | OUL | OUL | OUL | CRO | CRO | CRO | KNO | KNO | KNO | SNE | SNE | SNE | THR | THR | THR | SIL | SIL | SIL | BHGP | BHGP | BHGP | 412   | 1º   |
| 2022     | Hitech Grand Prix | 1   | 27  | 1   | 1   | 14  | 14  | 1   | 5   | 1   | 1   | 91  | 3   | 7   | 1   | 3   | 2   | 4   | 14  | 1   | 64  | 1   | 1   | 10  | 1   | 3   | 11  | 3   |      |      |      | 412   | 1º   |

### Risultati in F4 italiana
(legenda) (Le gare in grassetto indicano la pole position) (Le gare in corsivo indicano Gpv)
| Stagione | Team      | 1   | 2   | 3   | 4   | 5   | 6   | 7   | 8   | 9   | 10  | 11  | 12  | 13  | 14  | 15  | 16  | 17  | 18  | 19  | 20  | 21  | Punti | Pos. |
| -------- | --------- | --- | --- | --- | --- | --- | --- | --- | --- | --- | --- | --- | --- | --- | --- | --- | --- | --- | --- | --- | --- | --- | ----- | ---- |
| 2022     | US Racing | IMO | IMO | IMO | MIS | MIS | MIS | SPA | SPA | SPA | VAL | VAL | VAL | RBR | RBR | RBR | MON | MON | MON | MUG | MUG | MUG | 258   | 2º   |
| 2022     | US Racing | 2   | 1   | 3   | 3   | 33† | 7   | 10  | 2   | 5   | 4   | 4   | Rit | 1   | 3   | 1   | 2   | 6   | C   | 2   | 2   | Rit | 258   | 2º   |

### Risultati in GB3
(legenda) (Le gare in grassetto indicano la pole position) (Le gare in corsivo indicano Gpv)
| Anno | Team               | 1   | 2   | 3   | 4   | 5   | 6   | 7   | 8   | 9   | 10  | 11  | 12  | 13  | 14  | 15  | 16  | 17  | 18  | 19  | 20  | 21  | 22  | 23  | 24  | Punti | Pos. |
| ---- | ------------------ | --- | --- | --- | --- | --- | --- | --- | --- | --- | --- | --- | --- | --- | --- | --- | --- | --- | --- | --- | --- | --- | --- | --- | --- | ----- | ---- |
| 2023 | Hitech Pulse-Eight | OUL | OUL | OUL | SIL | SIL | SIL | SPA | SPA | SPA | SNE | SNE | SNE | SIL | SIL | SIL | BRH | BRH | BRH | ZAN | ZAN | ZAN | DON | DON | DON | 466   | 2º   |
| 2023 | Hitech Pulse-Eight | 6   | 13  | 109 | 4   | Rit | 612 | 1   | 1   | 618 | 4   | 2   | 129 | 5   | 6   | C   | Rit | 4   | 118 | 1   | 1   | 168 | 3   | 1   | 911 | 466   | 2º   |

### Risultati in Formula 3
(legenda) (Le gare in grassetto indicano la pole position) (Le gare in corsivo indicano Gpv)
| Anno | Team          | 1   | 2   | 3   | 4   | 5   | 6   | 7   | 8   | 9   | 10  | 11  | 12  | 13  | 14  | 15  | 16  | 17  | 18  | 19  | 20  | Punti | Pos. |
| ---- | ------------- | --- | --- | --- | --- | --- | --- | --- | --- | --- | --- | --- | --- | --- | --- | --- | --- | --- | --- | --- | --- | ----- | ---- |
| 2024 | MP Motorsport | SAK | SAK | MEL | MEL | IMO | IMO | MON | MON | CAT | CAT | RBR | RBR | SIL | SIL | HUN | HUN | SPA | SPA | MNZ | MNZ | 50    | 14º  |
| 2024 | MP Motorsport | 12  | 9   | 7   | 16  | 14  | 16  | Rit | 16  | 2   | 7   | 4   | 10  | 22  | Rit | 20  | 16  | 23  | 10  | 3   | 4   | 50    | 14º  |

### Risultati in Formula 2
(legenda) (Le gare in grassetto indicano la pole position) (Le gare in corsivo indicano Gpv)
| Anno | Team             | 1   | 2   | 3   | 4   | 5   | 6   | 7   | 8   | 9   | 10  | 11  | 12  | 13  | 14  | 15  | 16  | 17  | 18  | 19  | 20  | 21  | 22  | 23  | 24  | 25  | 26  | 27  | 28  | Punti | Pos. |
| ---- | ---------------- | --- | --- | --- | --- | --- | --- | --- | --- | --- | --- | --- | --- | --- | --- | --- | --- | --- | --- | --- | --- | --- | --- | --- | --- | --- | --- | --- | --- | ----- | ---- |
| 2025 | Rodin Motorsport | ALB | ALB | BHR | BHR | JED | JED | IMO | IMO | MON | MON | CAT | CAT | RBR | RBR | SIL | SIL | SPA | SPA | HUN | HUN | MNZ | MNZ | BAK | BAK | LUS | LUS | YMC | YMC | 114*  |      |
| 2025 | Rodin Motorsport | 9   | C   | 18  | 1   | 3   | 8   | 5   | 1   | 9   | Rit | 2   | 5   | 6   | SQ  | Rit | 2   | 8   | 9   |     |     |     |     |     |     |     |     |     |     | 114*  |      |

### Risultati in Formula 1
| 2025 | Scuderia | Vettura |  |  |  |  |  |  |  |  |  |  |    |  |  |  |  |  |  |  |  |  |  |  |  |  | Punti | Pos. |
| ---- | -------- | ------- |  |  |  |  |  |  |  |  |  |  | -- |  |  |  |  |  |  |  |  |  |  |  |  |  | ----- | ---- |
| 2025 | McLaren  | MCL39   |  |  |  |  |  |  |  |  |  |  | SP |  |  |  |  |  |  |  |  |  |  |  |  |  |       |      |

| Legenda | 1º posto     | 2º posto | 3º posto    | A punti         | Senza punti/Non class.  | Grassetto – Pole position Corsivo – Giro più veloce Apice – Risultato Sprint (A punti) |
| Legenda | Squalificato | Ritirato | Non partito | Non qualificato | Solo prove/Terzo pilota | Grassetto – Pole position Corsivo – Giro più veloce Apice – Risultato Sprint (A punti) |